# 11. grenadirski polk (Italija)
11. grenadirski polk Granatieri di Savoia je bil grenadirski polk, ki je deloval v sestavi Kraljeve italijanske kopenske vojske.

## Zgodovina
Med drugo svetovno vojno je polk deloval v Vzhodni Afriki.